# W pogoni za Amy
W pogoni za Amy (ang. Chasing Amy) – romantyczna komedia z 1997 roku, opowiadająca o dwóch twórcach komiksu: Holdenie McNeilu (Ben Affleck) i Bankym Edwardsie (Jason Lee) oraz o Alyssi Jones (Joey Lauren Adams), uznającej się za lesbijkę biseksualistkę, w której zakochuje się Holden.
Film w wielu miejscach nawiązuje do seksu i zawiera w sobie wulgarne dialogi m.in. o tematyce seksualnej. Głównym wątkiem fabularnym filmu jest miłość heteroseksualnego mężczyzny do biseksualistki, oraz jego wahania co do pozostania z nią w związku, znając jej bogatą przeszłość seksualną, oraz lęk czy będzie w stanie jej zapewnić takie doświadczenia, jakich według niego ona potrzebuje. Pobocznym wątkiem jest twórczość komiksowa Holdena i Banky’ego, która stanowi tło dla głównego wątku filmu.
Film, mimo iż jest komedią, zawiera w sobie elementy dramatu. W filmie znajduje się również wiele nawiązań fabularnych do poprzednich produkcji Kevina Smitha (Clerks, Mallrats, pojawiają się w nim również postacie Jaya i Cichego Boba, którzy występowali we wszystkich filmach Smitha poza „Cop Out” oraz „Zack i Miri kręcą porno”).